# Wolfgang Schmidt (Tischtennisspieler)
Wolfgang Schmidt (* 1941) ist ein deutscher Tischtennisspieler. Er war in den 1950er und 1960er Jahren dreifacher DDR-Meister.

## Werdegang
Schmidt spielte beim Verein SC Motor Jena, dem späteren BSG Carl Zeiss Jena. Mit dessen Herrenteam wurde er 1959 und 1968 DDR-Mannschaftsmeister. 1964 wurde er zusammen mit Dieter Schindler DDR-Meister im Doppel. Weitere Erfolge bei den DDR-Meisterschaften waren Platz drei im Einzel 1962 und 1964, Platz drei im Doppel mit Hans-Jürgen Ries 1966 sowie das Erreichen des Endspiels im Mixed mit Sigrun Legler 1966.
2008 wurde er in der Klasse Ü65 Seniorenweltmeister im Herren-Einzel und mit Herbert Neubauer Weltmeister im Herren-Doppel. 
2023 holte Schmidt bei der Senioren-Europameisterschaft in Norwegen in der Klasse Ü80 die Titel im Einzel und Doppel. Zudem wurde er im Januar in Maskat Weltmeister im Ü80 Doppel mit Siegfried Lemke.
Heute (2023) spielt er beim Verein SV Saxonia Freiberg in der 2. Bezirksliga.